# Souffelweyersheim
Souffelweyersheim är en kommun i departementet Bas-Rhin i regionen Grand Est (tidigare regionen Alsace) i östra Frankrike. Kommunen ligger i kantonen Mundolsheim som tillhör arrondissementet Strasbourg-Campagne, och ingår därmed i Strasbourgs storstadsområde.
År 2022 hade Souffelweyersheim 8 182 invånare.

## Befolkningsutveckling
Antalet invånare i kommunen Souffelweyersheim
| Referens: INSEE |